# Distantobelus lepidus
Distantobelus lepidus är en insektsart som beskrevs av Capener 1972. Distantobelus lepidus ingår i släktet Distantobelus och familjen hornstritar. Inga underarter finns listade i Catalogue of Life.